# Juniperus taxifolia
Juniperus taxifolia är en cypressväxtart som beskrevs av William Jackson Hooker och George Arnott Walker Arnott. Juniperus taxifolia ingår i släktet enar, och familjen cypressväxter. IUCN kategoriserar arten globalt som otillräckligt studerad. Inga underarter finns listade i Catalogue of Life.